# Струппе, Пётр Иванович
Пётр Ива́нович Стру́ппе (латыш. Pēteris Struppe; 12 [24] июля 1889, Добленский уезд, Курляндская губерния — 30 октября 1937) — советский партийный и государственный деятель, председатель Леноблисполкома (1932—1936).

## Биография
Родился в усадьбе Ускур Вильценской волости Добленского уезда Курляндской губернии (ныне Вилцская волость Елгавского края Латвии) в семье зажиточного крестьянина. Окончил сельскую школу, три года учился в городском училище.
Член РСДРП с 1907 года. За революционную деятельность был арестован в 1908 году, приговорён к 1,5 годам каторжных работ (Рижская каторжная тюрьма, 1909 — январь 1911). С 1913 года работал в большевистской газете «Лайка Балсс» (Laika Balss («Голос Времени»), Рига).
В 1915 году был кооптирован в ЦК РСДРП. В том же году переехал в Петроград, работал в нелегальной типографии. Уклонившись от призыва в армию, уехал в Москву, затем в Самару; член Самарского комитета РСДРП(б). Повторно был арестован в 1916 году и приговорён к административной высылке на 4 года в Ленский уезд Иркутской губернии, амнистирован 6 (19) марта 1917 года.
В 1917—1918 годы — член Самарского губкома РКП(б), исполкома Самарского губсовета, в 1918—1919 — комиссар Самарского укрепрайона, член коллегии Самарского губкома финансов и РВС Уральского укрепрайона. В 1919—1920 годы — председатель Исполкома Уральского губсовета, председатель Уральского губревкома.
В 1920—1922 годы работал в Киргизской АССР: заместитель наркома внутренних дел, одновременно (1922) — председатель Киргизской областной ревкомиссии РКП(б). С 1922 по ноябрь 1923 года — ответственный инструктор ЦК РКП(б), с ноября 1923 по апрель 1926 — ответственный секретарь Псковского губкома ВКП(б).
С 1926 года работал в Ленинграде:
- с 26.4.1926 по 1927 — секретарь и одновременно заведующий орготделом Северо-Западного бюро ЦК ВКП(б),
- с 1927 по июнь 1930 — ответственный секретарь Выборгского и Василеостровского райкомов ВКП(б),
- с июня 1930 по декабрь 1931 — председатель Ленинградской областной контрольной комиссии ВКП(б),
- с 13.12.1931 по июнь 1932 — второй секретарь Ленинградского обкома ВКП(б)[1].

С мая 1932 по 17 февраля 1936 года — председатель Ленинградского облисполкома.
С февраля 1936 по 27 июня 1937 года — начальник Свердловского управления Наркомата зерновых и животноводческих совхозов СССР.
С 13.7.1930 по 26.1.1934 — член Центральной контрольной комиссии ВКП(б), одновременно по 4.2.1932 — член Президиума ЦКК ВКП(б). С 10.2.1934 по 29.6.1937 — кандидат в члены ЦК ВКП(б).
Арестован 27 июня 1937 г. Расстрелян. Реабилитирован.
Жена — Струппе (урожд. Оксе) Христина Ивановна (1893—1968), член РКП(б) с 1908 года, окончила 2-классную акушерскую школу в Риге, училась на Курсах марксизма-ленинизма при Соцакадемии в Москве.  Арестована 1 сентября 1937 года, осуждена как ЧСИР к 8 годам заключения, находилась в Томском лагере для ЧСИР и лагерях Магадана. Освобождена 15 марта 1945 года. Реабилитирована в 1955 году решением Военной Коллегии Верховного суда СССР.  Похоронена на Новодевичьем кладбище. 
Дочери —  Ася (1923 г.р.) и Инна (1926 г.р.). Ася после ареста родителей была отправлена в детский дом в Вольске, ее младшая сестра — в детский дом в Балашове). 
Письмо Аси Струппе Е.П.Пешковой:
«Уважаемая товарищ Пешкова. Простите, что я вас тревожу. Я понимаю, что у Вас очень мало (времени) и что вы очень заняты, но я все-таки имею небольшую надежду, что вы ответите мне, хоть одним словом. Моя просьба будет очень небольшая. Моя сестренка, которая находится сейчас в г. Балашове очень хочет, просто умоляет, чтобы ее перевели ко мне в Вольск. Ей там очень плохо. Московских девочек и мальчиков там очень обижают. В Вольске же довольно хорошо, и поэтому она просит, чтобы нас соединили. Я не могу спокойно жить и учиться из-за этого, ведь она приходится мне родной сестрой. Места в детдоме есть, нужно только разрешение о переводе, которого нет. Я не знаю, почему нас не могут соединить, ведь и нам, и Вам было бы спокойнее, я не могу хорошо и спокойно учиться, зная, что ей там плохо. Я очень, очень прошу Вас не отказать мне в моей просьбе. P. S. Когда я была в Даниловском приемнике, то там у меня взяли деньги, облигации и часы. Я прошу Вас так же сказать тов. Кубышкину, заведующему Даниловским приемником, чтобы он мне их переслал, потому что не на что купить учебники. Не откажите мне в моих просьбах, если деньги нельзя, то, пожалуйста, переведите в Вольск мою сестру. С приветом, хотя я Вас и не знаю, Ася Струппе. Мой адрес. г. Вольск, Саратовская обл., ул. Водопьянова, 79, детдом № 2. Асе Струппе». 29 октября 1937..
Во время учебы — в мае 1945 года — в медицинском институте г. Саратова Ася Петровна Кирюхина (Струппе) была арестована. Приговор — 8 лет ИТЛ и 3 года поражения в правах. 